# Orgeix
Orgeix – miejscowość i gmina we Francji, w regionie Oksytania, w departamencie Ariège.
Według danych na rok 2010 gminę zamieszkiwało 91 osób, a gęstość zaludnienia wynosiła 5 osoby/km².